# 益田信用組合

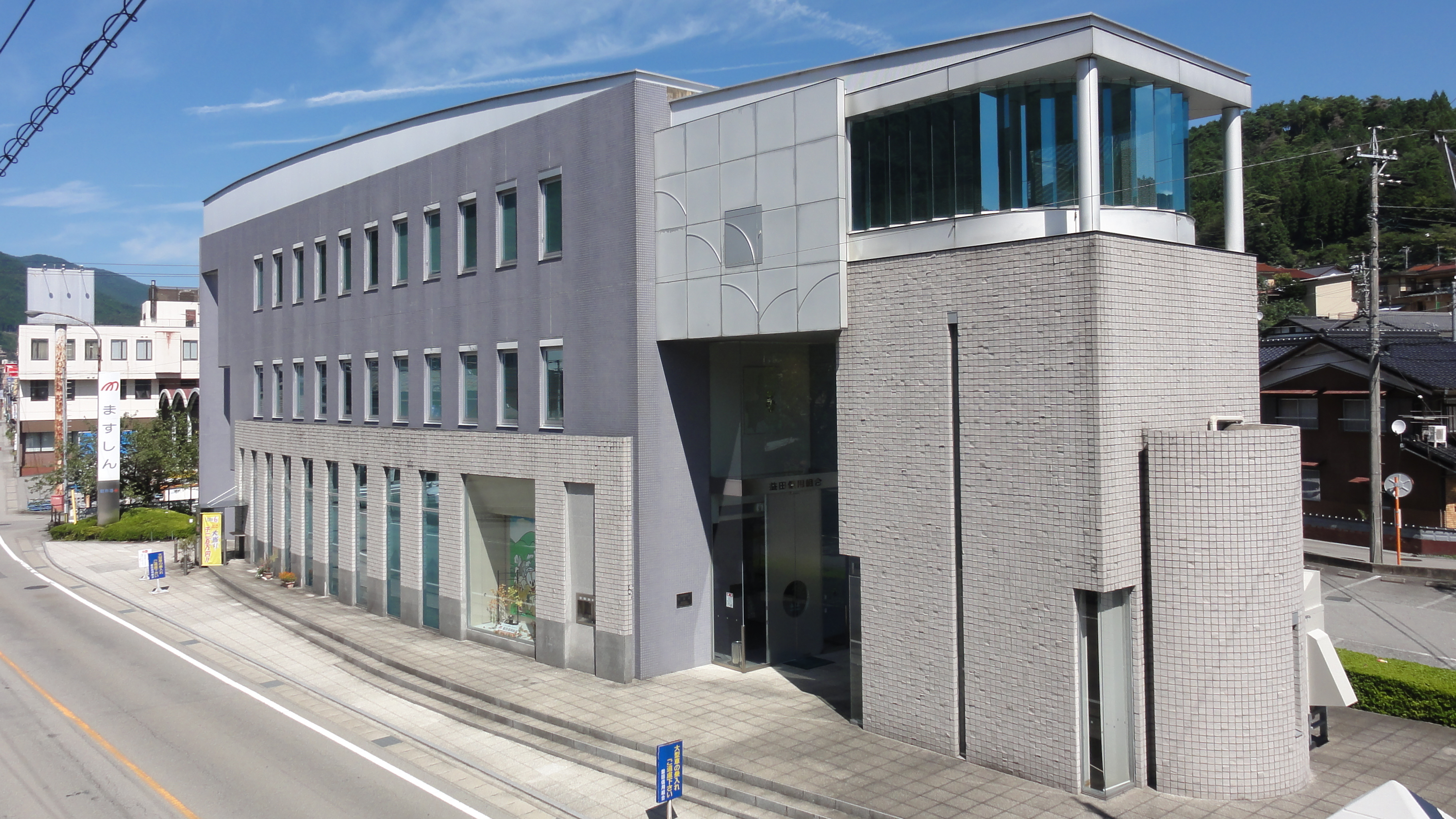
本店

益田信用組合（ましたしんようくみあい）は、岐阜県下呂市に本店を置く信用組合である。
営業地域は下呂市・中津川市（加子母・付知町・福岡）・郡上市(和良町)・加茂郡白川町・東白川村。
ATMでは、しんくみ お得ねっと提携信用組合及び十六銀行のカードによる出金は自組合扱いとなる（このうち飛騨信用組合のカードについては入金手数料も無料となる）。

## 沿革
- 1960年 (昭和35年) 5月 -　設立
- 1970年（昭和45年）1月 - 白川町・東白川村が営業地域となる
- 1972年（昭和47年）5月 - 加子母村（現 中津川市）が営業地域となる
- 1985年（昭和60年）9月 - 全店ATM導入
- 1987年（昭和62年）5月 - 十六銀行とCD提携開始
- 2002年（平成14年）6月 - 営業地域拡張（恵那郡付知町・福岡町（現 中津川市）・郡上郡和良村（現 郡上市））
- 2009年（平成21年）2月 - 法人向けインターネットバンキング取扱い開始
- 2011年（平成23年）4月 - セブン銀行、365日提携開始
- 2011年（平成23年）10月 - マルチペイメントネットワーク（ペイジー）取扱い開始
- 2013年（平成25年）2月 - でんさいネット取扱い開始
- 2014年（平成26年）5月 - ゆうちょ銀行提携開始[1]
- 2021年 (令和3年)  6月 - 竹原支店を移転・新築。

## 店舗
- 店舗: 本店営業部、萩原支店、竹原支店、金山支店、小坂支店、加子母支店、本部
- 出張所：本店ピア出張所、本店六ツ見橋出張所、萩原一番街出張所、金山下原出張所